# Куннингамия
Куннингамия (лат. Cunninghamia) — род хвойных деревьев семейства Кипарисовые (Cupressaceae).
Название дано Робертом Броуном в честь Ричарда Каннингема.

## Виды
По информации базы данных The Plant List (на июль 2016) род включает 2 вида:
- Cunninghamia konishii Hayata
- Cunninghamia lanceolata (Lamb.) Hook. — Куннингамия ланцетовидная